# El fantasma de la ópera (película de 2004)
El fantasma de la ópera (The Phantom of the Opera) es la última adaptación cinematográfica de la novela homónima de Gastón Leroux, estrenada en el año 2004. La película fue dirigida por Joel Schumacher, quien se sumó a la redacción del guion junto a Andrew Lloyd Webber. El reparto incluye a Gerard Butler como Erik, el Fantasma de la Ópera; Emmy Rossum como Christine Daaé, Patrick Wilson como Raoul, Vizconde de Chagny; Miranda Richardson como Madame Giry; Jennifer Ellison como Meg Giry y Minnie Driver como Carlotta Giudicelli (su voz fue doblada por Margaret Preece, cantante profesional de ópera, y Minnie interpretó con su propia voz la canción de los títulos del crédito, Learn to be lonely, nominada al premio Óscar).

## Trama
En 1919, en la Ópera Garnier de París tiene lugar una subasta. El anciano Raoul vizconde de Chagny (Patrick Wilson) compra una caja de música con la forma de un mono que lleva túnica persa y que toca los platillos. Durante la subasta, se encuentra con Madame Giry (Miranda Richardson), a quien conoció cuando era joven. La atención se centra en la siguiente pieza de la subasta, el lote 666: una lámpara de araña en piezas que ha sido restaurada recientemente y cableada para la novedosa electricidad. A medida que los subastadores muestran la araña restaurada, ilumina y lentamente se eleva a su antiguo lugar en las vigas con el crescendo de una apertura musical que evoca los años de decadencia de la ópera. El blanco y negro se convierte en color, y el público viaja en el tiempo hasta 1870, cuando la ópera estaba en su mejor momento.
La ópera es comprada por dos nuevos propietarios, Richard Firmin (Ciarán Hinds) y Gilles André (Simon Callow), que son de la industria "chatarra" y no tienen experiencia en el teatro. Mientras, en el elenco están ensayando Hannibal. Madame Giry, que es una amante del ballet y madre de Meg Giry (Jennifer Ellison), les presenta a Christine Daaé (Emmy Rossum), una bailarina de ballet y una joven pero talentosa cantante. El joven vizconde Raoul, entra al ensayo, y Christine lo reconoce como su amor de la infancia. Él no la ve, sin embargo, y ella no dice nada para llamar su atención, suponiendo que no la reconocería. Durante la realización de un aria, un telón de fondo cae misteriosamente del techo y casi aplasta a Carlotta Giudicelli (Minnie Driver), solista y la soprano, que inmediatamente dimite. Mientras tanto, una figura oscura se aparta del lugar dónde se encontraba el telón y un sobre cae al suelo. Madame Giry lo abre y lee la carta firmada por "F.O.", una entidad fantasmal que vive en algún lugar dentro de la casa de la ópera. Al parecer, organizaba los espectáculos y el antiguo propietario de la ópera le pagaba 20.000 francos al mes. Firmin y André se apresuran para reemplazar a Carlotta, y Christine es elegida como suplente después de cantar para ellos. Esa noche ella canta muy bien, y el Fantasma de la ópera la oye a través de los conductos de ventilación.
Durante la actuación de Christine, Raoul la reconoce de su infancia. Después del espectáculo, Christine va a la capilla para encender una vela por su padre, que murió cuando ella tenía seis años. Meg le pregunta a Christine cómo aprendió a cantar tan bien. Christine explica que su padre le prometió que le enviaría un ángel de la música para que cuidase de ella cuando él muriese. Ella piensa que su padre envió este "ángel" para ayudarla, pero en realidad es Erik, el fantasma de la Ópera (Gerard Butler), quién le enseña. Más tarde, ella está en su camerino, donde se reúne con Raoul. Él planea llevarla a cenar, pero ella se niega, diciendo que el ángel es muy estricto. Raoul la ignora y la deja prepararse para su cita. El fantasma encierra a Christine en su habitación y canta con ella sobre de su disgusto de que Raoul esté intentando cortejarla. Christine se disculpa, pidiéndole que viniera a ella. Él se revela a través de su espejo y la lleva con él.
Christine va con el fantasma a su guarida debajo de la casa de la ópera. Él le dice indirectamente que la ama y quiere que ella le ame también. Le muestra a Christine un maniquí con su aspecto y con un vestido de novia y velo, lo que la hace desmayarse, y el Fantasma la coloca en una cama. A la mañana siguiente se despierta y se encuentra a Erik, el fantasma de la Ópera componiendo su música. Ella se le acerca y le quita su máscara por curiosidad. Entonces, Erik estalla en un ataque de rabia, cubriéndose la cara con la mano. Él al principio dice que debe quedarse para siempre, porque ella ve sus deformidades, revelando sus "sueños de belleza". Christine le devuelve la máscara a Erik y los dos tienen un momento de comprensión. Entonces decide dejarla volver a la ópera.
Esa mañana, los dos gerentes lamentan la desaparición de Christine, así como una serie de notas que recibieron del fantasma tratando de chantajearles para que le pagasen y dándoles instrucciones sobre cómo dirigir la ópera. Cuando Carlotta regresa, está furiosa por haber encontrado una nota diciendo que si ella canta como la condesa en Il Muto esa noche en vez de Christine, ocurrirían desgracias "más allá de su imaginación". Firmin y André ignoran las advertencias del fantasma y dan a Carlotta el papel principal. Esa noche, el fantasma interrumpe la representación y critica su incapacidad para seguir sus órdenes.
Carlotta sigue cantando, pero su voz falla y el papel principal se le da a Christine. Mientras se realiza el ballet, Erik, el fantasma de la Ópera, se cierne sobre Buquet (Kevin McNally), el encargado del telón, y lo ahorca haciendo que caiga en el escenario, creando el caos. Christine huye a la azotea con Raoul. Ella le revela que ha visto la cara del fantasma de la Ópera y le teme, pero también le compadece a causa de su tristeza. Raoul le dice a Christine que él la ama y la protegerá siempre. Christine le corresponde, besándolo apasionadamente y ambos abandonan la azotea. El fantasma, que fue testigo de la escena, queda con el corazón destrozado. A continuación, les oye cantar juntos. Furioso, jura vengarse de los dos.
Tres meses más tarde, una fiesta de disfraces tiene lugar en el teatro de la ópera. En la fiesta, Christine lleva su nuevo anillo de compromiso de Raoul. El evento se interrumpe una vez más por Erik, el fantasma de la Ópera, que se viste disfrazado como la Muerte Roja. Erik, el fantasma de la Ópera, trae su nueva ópera, Don Juan Triunfante, y ordena a los administradores organizar el nuevo espectáculo. Raoul sale de la habitación y Christine se acerca a Erik, el Fantasma. Al ver el anillo de compromiso, Erik lo arranca del cuello de Christine y desaparece por una trampilla en el suelo. Raoul intenta seguirlo pero es detenido por Madame Giry, quien le cuenta en privado la historia del pasado de Erik. Cuando era una niña, se fue a un circo gitano donde ofrecieron un niño deforme en una jaula. El niño fue golpeado mientras todo el mundo miraba y se reía. El maestro de ceremonias luego quitó un saco de arpillera que cubría la cara del niño Erik, revelando su deformidad. Sólo los jóvenes como Madame Giry le compadecían. Ella era el último en salir y vio al niño con el rostro deformado, estrangular al maestro de ceremonias con una cuerda. Perseguido por la policía, Madame Giry le ayudó a escapar y le dio refugio debajo de la casa de la ópera, donde desde entonces lo escondió del mundo cruel.
Christine coge un carruaje para visitar la tumba de su padre, pero Erik, el fantasma de la Ópera, secretamente toma las riendas. Raoul sigue cuando se da cuenta de que se ha ido. Christine llega y se lamenta por la muerte de su padre. Erik, intenta hacer que Christine recapacite sobre su relación con Raoul y que vuelva con el Fantasma de la Ópera fingiendo ser el ángel de su padre, pero Raoul llega y lo detiene. Una lucha a espada sobreviene en el cementerio, donde Raoul finalmente desarma a Erik y está a punto de matarlo, pero Christine suplica por su salvación. Con su furia aumentada, Erik ve cómo Raoul y Christine se alejan.
Christine admite que tiene miedo del fantasma y le dice a Raoul que nunca dejará de intentar capturarla. Raoul se da cuenta de que pueden utilizar la ópera de Erik para capturarlo, ya que seguramente asistirá. Don Juan Triunfante se lleva a cabo, y Erik, el fantasma de la Ópera, hace su entrada como Don Juan, Raoul no puede hacer nada, y ve impotente cómo Christine se enamora de Erik, una vez más. Sin embargo, Christine le quita la máscara, revelando sus deformidades a todo el público, que gritan presos del miedo del rostro deformado de Erik. Él se escapa dejando caer la gran lámpara de araña y el fuego inunda toda la ópera.
Erik, el Fantasma de la Ópera, secuestra a Christine y la lleva de vuelta a su guarida. Madame Giry muestra a Raoul donde vive oculto Erik, y él mismo va a rescatar a su adorada y amada Christine. Erik insta a Christine una vez más a que acepte su amor y se ponga el vestido de novia. Christine intenta convencer a Erik, de que ella no teme su fealdad, sino más bien su furia, su odio y su deseo de matar para conseguir todo lo que quiere. Justo en ese momento, Raoul entra la guarida, y Erik, lo ata a una puerta y amenaza con matarlo si Christine se niega a casarse con él. Christine desesperada besa apasionadamente a Erik para salvar a Raoul y mostrarle al Fantasma de la Ópera que el mundo no están cruel. Erik se sorprende de experimentar el amor humano real por primera vez en su vida. Avergonzado de sus acciones asesinas, permite a Christine y Raoul que se vayan y les ordena que nunca regresen. El Fantasma se queda mirando una cajita de música con un mono persa encima. Christine se acerca a Erik. Él dice que la ama, y ella en silencio le da el anillo de diamantes de su dedo para que la recuerde. Después Christine y Raoul se van, y Erik, el Fantasma de la Ópera, rompe todos los espejos en su guarida subterránea y desaparece a través de un pasadizo secreto detrás de una cortina de terciopelo justo antes de que llegue la policía. Al entrar, Meg sólo encuentra la máscara blanca de Erik.
De vuelta al presente, el anciano Raoul va a visitar la tumba de Christine. En la lápida se revela que ha muerto sólo dos años antes, en 1917, a los 63 años. También dice "condesa de Chagny" y "amada esposa y madre", revelando que Raoul y ella se casaron y tuvieron hijos. Raoul pone la caja de música del mono junto a la tumba y de repente observa una rosa roja con un lazo negro atada alrededor de ella (un sello y marca de Erik, el Fantasma de la Ópera) con el anillo de compromiso que Christine le regaló a Erik atado también. Raoul se da cuenta de que el Fantasma de la Ópera, está todavía vivo, y Christine fue siempre su amor no correspondido.

## Reparto
- Gerard Butler (Erik, el fantasma de la ópera)
- Emmy Rossum (Christine Daaé)
- Patrick Wilson (Raoul Vizconde de Chagny)
- Miranda Richardson (Madame Giry)
- Minnie Driver (La Carlotta Giudicelli)
- Simon Callow (Andre)
- Ciarán Hinds (Firmin)
- Victor McGuire (Piangi)
- Jennifer Ellison (Meg Giry)
- James Fleet (Lefevre)
- Kevin R. McNally (Buquet)

## Banda sonora
Compuesta por Andrew Loyd Webber e interpretada por los mismos actores Emmy Rossum, como Christine Daeé, Gerard Butler, como Erick, el Fantasma de la Ópera, y Patrick Wilson, como Raoul (voces principales):
CD1
1. «Prologue»
2. «Overture» / «Hannibal»
3. «Think of me»
4. «Angel of music»
5. «Little Lotte» / «The mirror»
6. «The Phantom of the Opera»
7. «The music of the night»
8. «Magical Lasso»
9. «I Remember» / «Stranger than you dreamt it»
10. «Notes» / «Prima Donna»
11. «Poor fool, he makes me laugh» / «Il Muto»
12. «Why have you brought me here» / «Raoul I've been there»
13. «All I ask of you»
14. «All I ask of you» (Reprise)

CD2
1. «Masquerade» / «Why so silent»
2. «Madame Giry's tale» / «The fairground»
3. «Journey to the Cemetery»
4. «Wishing you were somehow here again»
5. «Wandering Child»
6. «The swordfight»
7. «We have all been blind»
8. «Don Juan»
9. «The point of no return» / «Chandelier crash»
10. «Down once more» / «Track down this murderer»
11. «Learn to be lonely»

## Doblaje español
Debido al gran número de canciones que tiene la película, se decidió que en España, Francia, Italia y Alemania la película fuese estrenada con las canciones y los textos doblados al idioma de dicho país. Fue una decisión muy controvertida. En España el doblaje fue realizado por los mismos actores que habían protagonizado la obra de teatro en Madrid, con Juan Carlos Barona (Erik, el Fantasma de la Ópera), Julia Möller (Christine Daaé), Paco Arrojo (Raoul de Chagny), Belén Marcos (Carlotta), Yolanda Pérez (Madame Giry), Ana Esther Alborg (Meg Giry), David Muro (André) y Tony Cruz (Firmin) en los papeles principales.

## Erik, El Fantasma de la ópera
Originalmente, en la novela de Leroux, la procedencia de Erik resulta confusa y hay poca información respecto a ella, más que lo que "el persa", (en gran parte narrador de la novela), le cuenta al mismo Leroux de la vida de este misterioso ser. Por testimonios, lo único que se sabe es que nace en una pequeña ciudad no muy lejos de Ruan (Francia). Escapó muy pronto de la casa familiar debido a que su cara deformada era objeto de horror y terror para sus progenitores. Durante un tiempo, frecuentó las ferias, dónde un dueño de un espectáculo de exposición de monstruos lo anunciaba como el cadáver humano. Viajó alrededor de Europa y Asia con los gitanos. Allí consiguió pericia acrobática y musical para convertirse en un genio alejado de la norma. También se convirtió en un experto ventrílocuo.
Eventualmente, terminó como asesino de la corte e ingeniero personal del Sha de Persia y construyó para él sofisticadas trampas y dispositivos de tortura (como el lazo de Punjab). Después de algún tiempo, el Sha tuvo miedo de que Erik supiese demasiado y decidió acabar con su vida. Erik se las arregló para escapar y hacer su camino a Francia de nuevo.
Erik usó sus habilidades arquitectónicas y consiguió un trabajo como uno de los arquitectos que construirán la Ópera Garnier de París. Bajo el edificio, un lago artificial había sido creado durante la construcción usando ocho bombas hidráulicas, porque existían problemas ya que el nivel del agua subterránea seguía subiendo. Sin que nadie se diese cuenta, Erick construyó un laberinto de túneles y pasillos en los niveles más bajos. Más allá del lago subterráneo construyó un hogar para sí mismo, dónde podría vivir protegido del resto de la gente.
Aun siendo un brillante inventor e ingeniero, Erik también era un genio musical, y empezó a visitar la Casa de la Ópera para escuchar óperas e interferir con el supuesto mal gusto del gerente. Al no poder enseñar su cara en público, se caracterizó como un fantasma y usó la violencia para chantajear a los gerentes de la ópera y atarlos a su voluntad. Explotó las supersticiones de los empleados y su conocimiento de los pasajes secretos del edificio, lo que le permitía llegar a cualquier parte de la ópera sin que nadie se diese cuenta. Aterrorizaba a aquellos que se negaban a atender sus peticiones e incluso mató gente para avisar. De cualquier manera, trataba bien a los que se comportaban de forma leal y le obedecían sus órdenes (como Madame Giry). Amaba a Christine una vocalista de la Ópera

## Diferencias con otras versiones
En esta versión cinematográfica, Erik es acogido desde muy joven por Madame Giry, quien le ayuda a esconderse de sus antiguos captores del circo donde Erik era presentado como una horrible atracción. A su vez algunos eventos de la historia ocurren en orden diferente (como la muerte de Joseph Buquet) o algunos son modificados (como la caída de la gran lámpara de araña). El Persa, quién tiene un papel importante en el libro no aparece (siendo Madame Giry su suerte de reemplazo), y teniendo un cameo en el mono persa que tiene Erik, el Fantasma de la Ópera.

## Premios
Premios BAFTA 
| Categoría                 | Nominación              | Posición       |
| ------------------------- | ----------------------- | -------------- |
| Mejor película            | El fantasma de la ópera | Nominado       |
| Mejor película musical    | El fantasma de la ópera | Segundo Puesto |
| Mejor diseño de vestuario | El fantasma de la ópera | 'Ganador'      |
| Mejor maquillaje          | El fantasma de la ópera | nominado       |
| Mejor fotografía          | El fantasma de la ópera | Ganador        |
| Mejor canción             | Angel De La Música      | Nominado       |
| Mejor canción             | Carnaval                | Tercer puesto  |
| Mejor montaje             | El Fantasma De La Opera | Ganador        |
| Mejor dirección artística | El Fantasma De La Opera | Nominado       |

Premios Oscar 
| Categoría                  | Nominación                    | Posición |
| -------------------------- | ----------------------------- | -------- |
| Mejor Fotografía           | John Mathieson                | Nominado |
| Mejor Diseño de Producción | Celi Bobak, Anthony D.G Pratt | Nominado |

Premios Globo de Oro 
| Categoría                                  | Nominación          | Posición |
| ------------------------------------------ | ------------------- | -------- |
| Mejor Actriz Principal - Comedia o Musical | Emmy Rossum         | Nominado |
| Mejor Película - Comedia o Musical         | Andrew Lloyd Webber | Nominado |

Premios Sattelite 
| Categoría                                      | Nominación                           | Posición |
| ---------------------------------------------- | ------------------------------------ | -------- |
| Mejor Fotografía                               | John Mathieson                       | Nominado |
| Mejor Película - Musical o Comedia             | Warner Bros.                         | Nominado |
| Mejor Actor - Musical o Comedia                | Gerard Butler                        | Nominado |
| Mejor Actriz - Musical o Comedia               | Emmy Rossum                          | nominado |
| Mejor Diseño de Vestuario                      | Alexandra Byrne                      | Nominado |
| Mejor Guion Adaptado                           | Andrew Lloyd Webber, Joel Schumacher | Nominado |
| Mejor Dirección de Arte y Diseño de Producción | Celi Bobak, Anthony D.G Pratt        | Nominado |
| Mejor Banda Sonora                             | Anna Behlmer, Andy Nelson            | Nominado |
| Mejor Actriz de Reparto - Musical o Comedia    | Minnie Driver                        | Nominado |
| Mejor Actor de Reparto - Musical o Comedia     | Patrick Wilson                       | Nominado |

Premios de la Academia Japonesa 
| Categoría                 | Nominación              | Posición |
| ------------------------- | ----------------------- | -------- |
| Mejor Película Extranjera | El Fantasma de la Opera | Nominado |

Premios Saturn Award 
| Categoría           | Nominación      | Posición |
| ------------------- | --------------- | -------- |
| Best Costume Design | Alexandra Byrne | Nominado |

Costume Designers Guild Award 
| Categoría                        | Nominación      | Posición |
| -------------------------------- | --------------- | -------- |
| Mejor Vestuario - Fantasía/Época | Alexandra Byrne | Nominado |

Costume Art Directors Guild Award 
| Categoría                                        | Nominación              | Posición |
| ------------------------------------------------ | ----------------------- | -------- |
| Mejor Diseño de Producción - De Época o Fantasía | Paul Kirby, John Fenner | Nominado |

Costume Critics' Choice Movie Award 
| Categoría      | Nominación              | Posición |
| -------------- | ----------------------- | -------- |
| Mejor Película | El Fantasma de la Opera | Nominado |